# 印度区域导航卫星系统
印度区域导航卫星系统（英語：Indian Regional Navigation Satellite System，簡稱：IRNSS）是一个由印度空间研究组织（ISRO）發展的自由區域型衛星導航系統，印度政府對系統有完全的掌控權。因為在敵對的狀況下，無法保證可以取得GPS信號，所以需要自建導航系統。印度區域導航衛星系統將提供兩種服務，包括民用的標準定位服務，及供特定授權使用者（軍用）的限制型服務。
此系統的运营名称是NavIC，全寫是Navigation with Indian Constellation。2020年，高通發佈了支持NavIC的4G及5G手機晶片。印度政府的長遠目標是把工作衛星增至24顆，實現全球導航。

## 系統概述

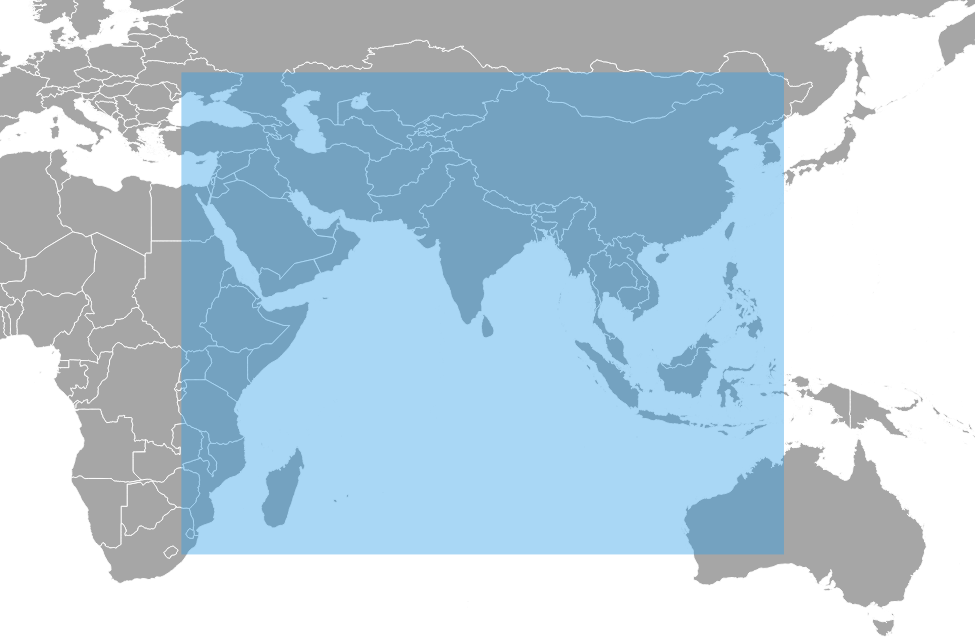
蓝色区域为衛星信號覆盖范围

此系統將包含7顆衛星及輔助地面設施。其中3顆為同步衛星，分別位於東經34度、83度及132度。另外四顆衛星位於傾角29度的軌道上，分別與赤道交於東經55度及111度。這樣的安排意味著7顆衛星都可以持續地與印度控制站保持連絡。衛星負載將包含原子鐘及產生導航信號的電子裝備。
2013年7月1日，印度發射第一顆衛星（IRNSS-1A）。
2016年4月28日，印度成功發射第七顆衛星（IRNSS-1G），初步建成了由七顆衛星所組成的導航系統。
2017年1月，官方公布第一顆衛星（IRNSS-1A）上的一個銣原子鐘於2016年失效，之後其餘兩個原子鐘也失效，衛星報廢。
2017年8月，印度發射第八顆衛星（IRNSS-1H），原本用於替補已失效的IRNSS-1A，但發射失敗。整流罩未有按原定計劃打開，衛星被卡在火箭上半部。
2018年4月，印度成功發射第九顆衛星（IRNSS-1I），替補已失效的IRNSS-1A，補回了第七顆工作衛星。
NAVIC的總發射次數是9，包括7顆在軌的工作衛星，1顆失效，1顆發射失敗。印度計劃在未來把工作衛星數目增加至11顆。